# UNAIDS

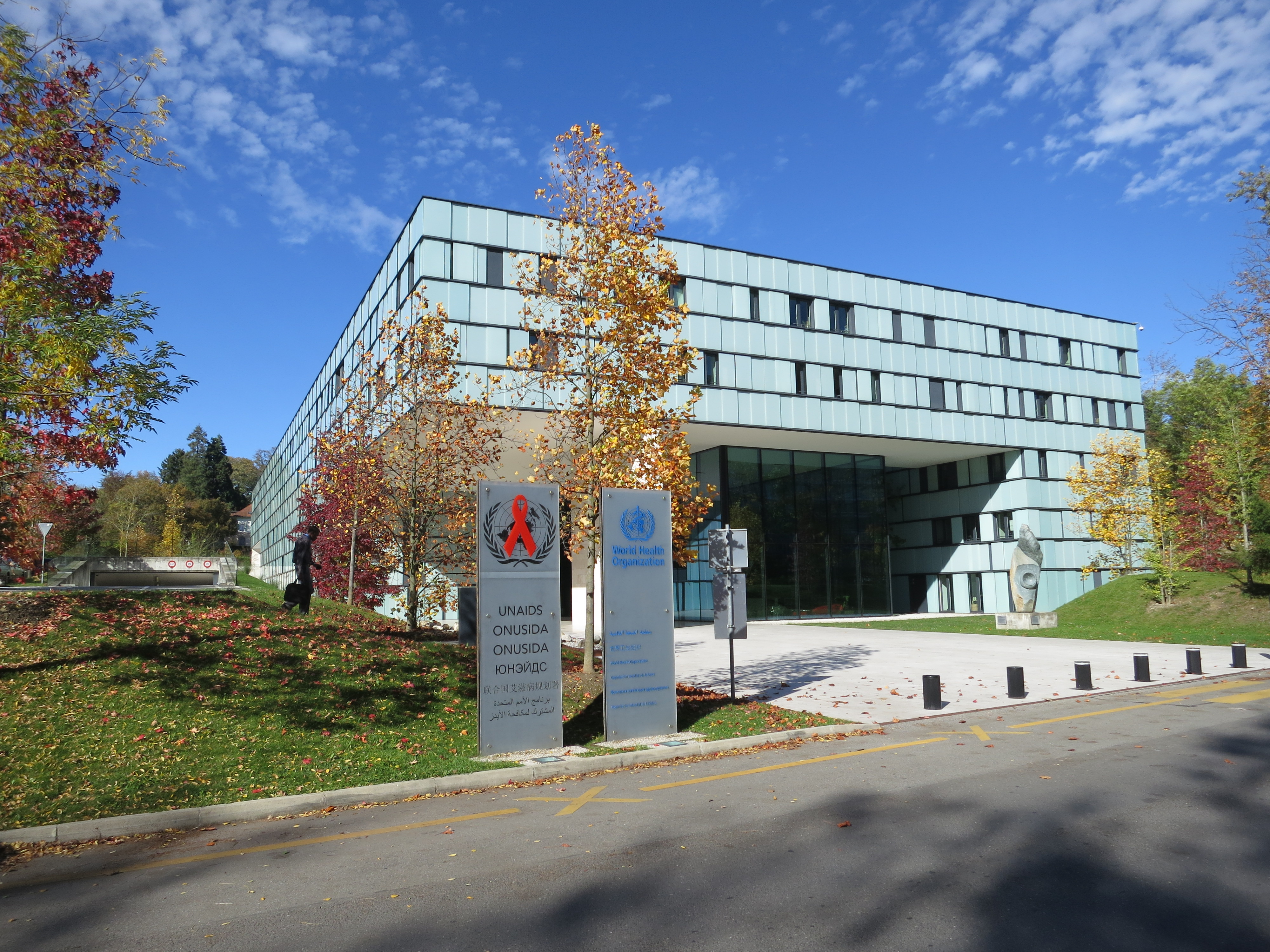
Centrála UNAIDS v Ženevě

Joint United Nations Programme on HIV/AIDS, zkráceně UNAIDS (česky Program OSN pro boj proti HIV/AIDS či doslova Společný program OSN pro HIV/AIDS), je mezinárodní organizace při Organizaci spojených národů (OSN), která byla zřízena v roce 1996 pro koordinaci celosvětového společného programu boje proti HIV/AIDS. Zaměřuje se na podporu prevence a léčby HIV/AIDS, na podporu osob žijících s virem HIV a na snižování zranitelnosti vybraných osob a komunit k nákaze virem HIV. Vznikla z iniciativy Světové zdravotnické organizace (WHO) a nahradila její vlastní Global Programme on AIDS. Centrála organizace sídlí ve švýcarské Ženevě.